# Uogólnianie matematyczne
Uogólnianie matematyczne (proces uogólniania, generalizowanie) – jedna z aktywności matematycznych. Uogólnianie matematyczne jest przejściem od rozpatrywania jednego obiektu do rozpatrywania zbioru zawierającego ten obiekt albo przejściem od rozpatrywania węższego zbioru do rozpatrywania szerszego zbioru zawierającego ten zbiór.
Uogólnianie jest pewnym procesem, czynnością poznawczą. Lubomirski scharakteryzował proces uogólniania następująco:

Gdy mówimy bowiem, w perspektywie epistemologicznej rzecz rozważając, że pewne B jest uogólnieniem jakiegoś A, mamy na myśli nie tylko to, że A jest po prostu w jakimś formalnym sensie przypadkiem szczególnym B, ale ponadto (i przede wszystkim) to, że B jest wynikiem spełniającej określone warunki procedury poznawczej, rezultatem faktycznego aktu podmiotu poznającego.

Lubomirski dostrzega różne źródła tych sytuacji, takie jak np.: (1) uogólnienie B było zainspirowane sytuacją wyjściową redukującą się do A lub zawierającą A jako jeden z jej elementów; albo (2) polegało na odtworzeniu takiej sytuacji wyjściowej i rozpoznaniu relacji inkluzji między A i B oraz otaczającymi je sytuacjami matematycznymi. Uogólnienie wiąże się z pokonywaniem drogi od ogółu do szczegółu oraz świadomością tej drogi.
Przykład uogólnienia w ujęciu (1): uczeń po przypomnieniu wzoru na pole kwadratu bada, jakie jeszcze czworokąty mają tę własność, że ich pole jest iloczynem długości dwóch sąsiednich boków.
Przykład uogólnienia w ujęciu (2): uczeń po wprowadzeniu definicji odpowiednich czworokątów odpowiada na pytania nauczyciela: Czy każdy kwadrat jest równoległobokiem? Czy każdy równoległobok jest kwadratem?.

## Ujęcie formalne
Uogólnianie polega na ustaleniu pewnych wspólnych własności danego zbioru obiektów, co jest równoważne znajdowaniu pewnego zbioru, zawierającego dane obiekty-zbiory. Pozbywa się wtedy jednostkowości wyabstrahowanej cechy i rozciąga ją na cały zbiór obiektów lub relacji. Przykładem może być uogólnienie „bycia trójkątem równobocznym” na „bycie wielokątem foremnym”.
W tym ujęciu wyróżnia się:
- uogólnienie pojęcia[8]:
  - uogólnienie klasy pojęciowej[8]
  - uogólnienie relacji[8]
- uogólnienie twierdzenia[10].

## Rodzaje uogólnień w matematyce
Podział uogólnień ze względu na typ sytuacji, w której dokonuje się uogólnienia:
1. Uogólniania pojęć i definicji[11][12]:
  1. Uogólnianie przez rozpoznanie[11][12][13][14]
  2. Uogólnianie przez konstrukcję[11][12][13][14]
2. Uogólniania twierdzeń, zadań lub rozumowań[11][12]:
  1. Wnioskowanie empiryczne[11]:
    1. empiryzm w przyrodzie (empiryzm w dziedzinie modeli, rzeczywistości)[11][12][15]
    2. uogólnianie typu indukcyjnego (empiryzm w matematyce)[11][12][13][15][14][16][10][17][18]

  2. Uogólnianie rozumowania[11][12][13][16][17]:
    1. Uogólnianie przez uzmiennianie stałych[11][12][14][10]
    2. Uogólnianie przez dostrzeżenie prawa rekurencji[11][12][13]

  3. Uogólnianie wyniku lub metody[11][12][17]
  4. Uogólnianie przez unifikację[11][12][13][16][10].

Typy te nie są rozłączne.

## Uogólnianie a uogólnienie
Uogólnianie jest procesem, operacją myślową, czynnością, procedurą poznawczą. Uogólnienie jest rezultatem tego procesu – jest to np. pewne pojęcie, twierdzenie, hipoteza, sąd, prawidłowość, słowo, zadanie, zdanie itp.

## Uogólnianie a indukcja i dedukcja
Uogólnianie kojarzy się z rozumowaniem indukcyjnym (od szczegółu do ogółu). Jednak dydaktycy matematyki dostrzegają także możliwość uogólniania na drodze rozumowania dedukcyjnego (od ogółu do szczegółu).
Niektórzy dydaktycy stosują nawet podział na uogólnienia dedukcyjne oraz uogólnienia indukcyjne (nie mylić z uogólnieniami typu indukcyjnego). Istota uogólniania dedukcyjnego sprowadza się do sprawdzania, czy dany obiekt posiada pewną własność, i wnioskowania na tej podstawie o jego przynależności do zakresu danego pojęcia. Przykładowo po zdefiniowaniu wielokąta foremnego nauczyciel rysuje kilka wielokątów foremnych i nieforemnych. Zadaniem uczniów jest uzasadnienie, dlaczego dany wielokąt jest foremny lub nie.

## Uogólnianie a abstrahowanie
Abstrakcję i uogólnianie, mimo że są pojęciami ze sobą powiązanymi, trzeba od siebie odróżniać. Abstrahowanie oznacza pomijanie pewnych cech, mniej istotnych z pewnego punktu widzenia, wyodrębnianie (wydzielenie) konkretnych, ważnych cech i oderwanie ich od pozostałych. Uogólnianie można rozumieć jako abstrahowanie cech wspólnych. Zatem abstrakcja jest wydzieleniem, wydobyciem jakiejś ważnej strony jakiegoś zjawiska i oderwanie go od pozostałych cech. Z kolei uogólnianie polega na odrzuceniu cech specyficznych, jednostkowych, swoistych oraz jednostkowości cech wyabstrahowanych i zachowanie wyłącznie tych, które są wspólne dla różnych przedmiotów jednostkowych, które odbywa się przez porównywanie lub abstrahowanie. Inaczej mówiąc, abstrakcja to tworzenie klasy, a uogólnianie to rozszerzanie klasy. Z tej przyczyny abstrahowanie jest dla ucznia łatwiejsze od uogólniania. Pomostem między abstrahowaniem i uogólnianiem jest tzw. „abstrahowanie generalizujące”.
Powiązanie procesów abstrahowania tudzież uogólniania ilustruje poniższy schemat:

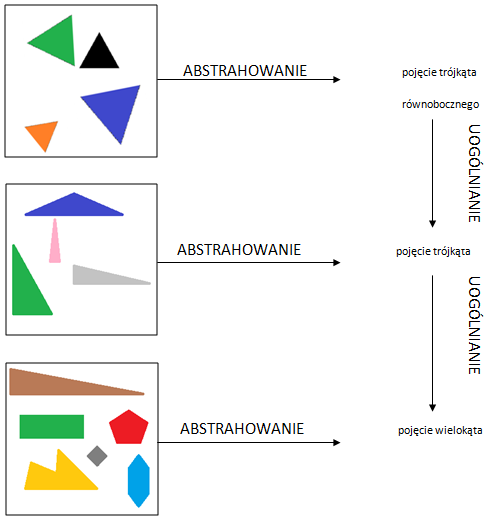
Opracowane na podstawie: (Puchalska, Semadeni, 1991)

Tak rozumiana abstrakcja jest narzędziem pomocnym w procesie uogólniania.
Kolejny przykład współdziałania abstrakcji i uogólniania podał Tocki:

Posługując się zbiorami różnych fizycznych przedmiotów dokonujemy abstrahowania od cech materialnych i formułujemy konkretne wnioski: {\displaystyle 2+3=3+2,} {\displaystyle 5+6=6+5,} {\displaystyle 4+8=8+4} itd. Kolejna abstrakcja jest już od przedmiotowości myślowej: {\displaystyle \bigcirc +\Box =\Box +\bigcirc .} Uogólniamy tę własność najpierw dla wszystkich liczb rzeczywistych: {\displaystyle a+b=b+a;} w końcu zapisujemy {\displaystyle a*b=b*a,} gdzie {\displaystyle a,} {\displaystyle b} są elementami zbioru, w których określono działanie wewnętrzne {\displaystyle *.} Otrzymaliśmy w ten sposób najogólniejsze pojęcie przemienności działania.

## Problemy uczniów z uogólnianiem
- Polscy dydaktycy matematyki wskazują na problemy uczniów w wieku do lat 15 dotyczące aktywności uogólniania[39]. Przykładowo, na egzaminie gimnazjalnym w 2008 roku zaledwie 13% uczniów potrafiło zapisać uogólnienie w postaci wyrażenia algebraicznego dla układanki przedstawionej na rysunku[40][41][42].